# Thomas Ernst
Thomas Ernst (Uppsala, 17 augustus 1960), is een Zweedse schaker. Hij is sinds 1990 een grootmeester (GM). Tevens is hij een gepromoveerd wiskundige.
Hij groeide op in Uppsala. In 1993 won hij het Zweeds kampioenschap. Van 2 juli t/m 17 juli 2005 speelde Ernst mee in het toernooi om het kampioenschap van Zweden en eindigde daar met 8 punten uit 13 ronden op de vijfde plaats. Stellan Brynell werd kampioen met 9 punten.
In 1993 werd hij in Lindesberg kampioen van Zweden. Hij speelde in het Zweedse team bij drie Schaakolympiades: 1984, 1988 en 1992. Ook nam hij in 1992 deel aan het Europees Schaakkampioenschap voor landenteams.
De Zweedse clubkampioenschappen werden gewonnen met Ernst in het winnende team in de volgende jaren: 1983, Limhamns SK; 1991, Wasa SK; 2002, 2003, 2006 en 2007, Sollentuna SK; 2010, SK Team Viking. Sinds 2013 speelt hij bij Farsta SK, in het verleden speelde hij ook bij de Göteborgse vereniging SK Kamraterna.
In 1984 werd hij Internationaal Meester (IM), sinds 1990 is hij grootmeester.